# 螢幕錄影
螢幕錄製（或螢幕錄影）是利用數位方式錄製電腦螢幕輸出，也被稱為螢幕視訊擷取，常含音訊旁白。
術語「螢幕錄製」（螢幕錄影）與相關術語 「螢幕快照」的比較：螢幕快照是電腦螢幕上的圖片；而螢幕錄製本質上是一個隨著時間的變化，用戶在電腦螢幕上看到的電影，音訊旁白使其更具吸引力。

## 軟體方案
常採用螢幕錄影軟體進行錄製。

### 螢幕錄影軟體
- FonePaw Screen Recorder
- HitPaw Screen Recorder
- CamStudio（英语：CamStudio）
- Camtasia Studio（英语：Camtasia Studio）
- Fraps
- Bandicam
- Open Broadcaster Software
- LoiLo Game Recorder
- Corel ScreenCap X7

```
（
页面存档备份
，存于
）
```

## 硬體方案
可以利用S-端子和AV端子，使用攝影機進行錄製。此外也可利用DVI等介面。

## 參閱
- 截圖

## 外部連結
- 升級 Windows 11 之後如何進行螢幕錄影？【螢幕畫面錄製指南】 （页面存档备份，存于）
- Win 10內建錄影方法與錄影軟體測評 （页面存档备份，存于）
- 螢幕錄影怎麼做？免下載新軟體，用PowerPoint輕鬆錄製教學 （页面存档备份，存于）
- 如何使用 Windows Media Player 在 Windows 10 上進行屏幕錄製 （页面存档备份，存于）
- Windows 8 如何錄製螢幕 （页面存档备份，存于）
- 用DV實現螢幕錄影[永久]（简体中文）